# Hancockia
Hancockia é um género botânico pertencente à família das orquídeas (Orchidaceae).